# Grimm (Fernsehserie)
Grimm ist eine US-amerikanische Krimiserie mit Fantasy- und Mystery-Elementen, die von Stephen Carpenter, David Greenwalt und Jim Kouf konzipiert wurde. Produziert wurde die Serie seit 2011 von Universal Television in Zusammenarbeit mit Hazy Mills Productions für den US-Sender NBC. Sie folgt dem Detective Nick Burkhardt, der durch seine Tante Marie erfährt, dass er ein Nachfahre der Brüder Grimm ist und so in einigen Mitmenschen getarnte märchen- und mythenhafte Kreaturen erkennen kann.
Die Hauptdrehbuch-Autoren sind David Greenwalt, Jim Kouf und Stephen Carpenter.
In den USA erfolgte die Erstausstrahlung am 28. Oktober 2011 auf NBC. Im deutschsprachigen Raum begann die Ausstrahlung am 18. Februar 2013 bei VOX. Die sechste und letzte Staffel der Serie wurde 2017 ausgestrahlt.

## Einordnung
Die Fernsehserie gehört primär zum Genre der Phantastik im Kontext zu Kriminalfilmen. Die Hintergründe zu den erzählten Geschichten sowie der dargestellten fiktiven Figuren liefern Märchen, Mythologien, Sagen und die Götterwelten polytheistischer (antiker) Religionen. Die einzelnen Episoden bauen in den einzelnen Handlungssträngen inhaltlich teilweise aufeinander auf. Zumeist folgen die Geschichten einer linearen Reihenfolge, gelegentlich aber gibt es Rückblenden.
Der Protagonist, der Grimm oder Nick Burkhardt, unternimmt dabei in der Reihe der einzelnen Erzählungen gewissermaßen den „Zyklus einer Heldenreise“ im Sinne von Joseph Campbell und Christopher Vogler.
In der letzten Folge schreibt Nick Burkhardts erwachsener Sohn Kelly Schade-Burkhardt, Jahrzehnte später in einem Wohnwagen, die Geschichte des „Grimms“ in eine bestehende Familienchronik auf, womit die gesamten vorherigen Staffeln nachgerade zu einer umfangreichen Rahmenerzählung werden. Seine Schwester, Diana Schade-Renard ist in dieser Szene ebenfalls anwesend.

## Handlung
Grimm erzählt die Geschichte der fiktiven Figur Nick Burkhardt, der als Police Detective in Portland, Oregon arbeitet. Seine Dienststelle befindet sich im Revier Süd und Burkhardts Chef ist Sean Renard, von dem er nicht weiß, dass er ein uneheliches Mitglied einer der „sieben Königsfamilien“ ist. Zwischen beiden wird sich später noch eine starke Rivalität entwickeln. Burkhardts Partner ist der Polizeikollege Hank Griffin.

In der fiktiven Topografie der Serie spielt das „reale“ Portland eine wichtige Rolle

Burkhardt wuchs seit seinem zwölften Lebensjahr bei seiner Tante mütterlicherseits, Marie Kessler, auf, da seine Eltern bei einem mysteriösen Verkehrsunfall ums Leben kamen. Seit etwa drei Jahren ist er mit der Tierärztin Juliette Silverton liiert und wohnt mit ihr zusammen.
Burkhardt führt ein ganz normales Alltagsleben eines Polizisten, bis er eines Tages feststellt, dass er in der Lage ist, in einigen Mitmenschen rätselhafte Kreaturen – sogenannte Wesen – zu erkennen. Einige von diesen Kreaturen erinnern ihn stark an Märchenwesen der Brüder Grimm.
Wider Erwarten taucht eines Abends Burkhardts Tante Marie bei ihm zu Hause auf, die mittlerweile schwer krebserkrankt ist. Sie klärt ihn auf, dass seine Familie (und er) direkte Nachfahren der Brüder Grimm aus Deutschland seien und dass alles, was diese in ihren „Märchen“ aufgezeichnet hätten, der Realität entspreche.
Marie Kessler bittet ihren Neffen, auf Juliette zu verzichten; blieben beide ein Paar, dann befände sie sich ständig in hoher Lebensgefahr. Während ihres Gespräches werden beide von einem Wesen angegriffen. Bei diesem Kampf wird seine Tante schwer verletzt und Burkhardt gelingt es, den Angreifer mit einem Pistolenschuss zu töten. Im Krankenhaus klärt ihn seine Tante darüber auf, dass es sich bei diesem Wesen um einen Sensenmann gehandelt habe, einen Auftragskiller der „Warane“, die wiederum den „Königsfamilien“ dienten.
Ab diesem Augenblick sieht es Burkhardt als eine seiner Pflichten an, die Menschheit vor gefährlichen Wesen zu schützen, und er akzeptiert sein Familiengeheimnis. Da er dieses vor Freunden und Kollegen bewahren muss, gerät Burkhardt nunmehr verstärkt in Gewissenskonflikte.
Das erste Wesen, mit dem sich Burkhardt anfreundet, ist der Uhrmacher Eddie Monroe, der sich als Blutbader entpuppt und anfänglich Verdächtiger einer Kindesentführung war: Gemeinsam mit Monroe gelingt es Burkhardt, den Kindesentführer, einen Postboten, in einer abgelegenen Waldhütte aufzuspüren und gemeinsam mit Partner Hank auszuschalten.
Monroe seinerseits führt Burkhardt nach und nach in die Welt der Wesen ein und wird zu dessen erster Anlaufstelle, wenn er den Verdacht hat, dass Tatverdächtige zu den Wesen gehören könnten. Er vertraut dem Blutbader Monroe derart, dass er ihn bittet, im Krankenhaus auf seine Tante Marie zu achten, die dort bereits mehreren Mordversuchen ausgesetzt war.
Nach dem Tod seiner Tante erbt Burkhardt ihren Airstream-Wohnwagen, der mit geheimnisvollen, esoterischen Büchern und uralten Waffen vollgepackt ist. Burkhardt sieht sich gezwungen, ihn zu verstecken. Auch erbt er von der Tante einen „geheimnisvollen Schlüssel“, dessen Umhüllung eine gravierte Teil-Landkarte aufweist. Von der Tante weiß Burkhardt, dass es insgesamt „sieben Schlüssel“ gibt, die von sieben Grimms während der Kreuzzüge angefertigt wurden; diese hätten in Konstantinopel eine mächtige Waffe oder Ähnliches gefunden, deren Besitz in den „Königsfamilien“ sie verhindert wissen wollten und die sie irgendwo im Schwarzwald vergraben hätten.
Nach und nach weiht Burkhardt seine Freunde in sein Geheimnis ein: Als Hank Griffin von Monroe in dessen Blutbader-Gestalt fast zu Tode erschreckt wird und daraufhin psychiatrische Probleme erleidet, weiht er ihn ein. Der Versuch, seine Freundin einzuweihen, scheitert: Sie glaubt ihm kein Wort und fällt kurze Zeit später in ein Koma. Die Rechtsanwältin Adalind Schade, ein Hexenbiest, sorgt durch Zauber dafür, dass Nick Burkhardt aus Juliettes Gedächtnis gelöscht wird. Durch den Kuss Renards („… nur ein Prinz kann die schlafende Schönheit wecken …“) erwacht Juliette wieder und erlangt mühsam ihre Erinnerungen wieder.
Das zweite Wesen, mit dem sich Burkhardt anfreundet, ist der Eisbiber Bud Wurstner, der einen Reparaturbetrieb für Kühlschränke betreibt. Ebenfalls wird der Fuchsteufel Rosalee Calvert, der später seinen Freund Monroe heiraten wird, eine enge Freundin.
Sean Renard gelingt es schließlich, in den Besitz des „Schlüssels“ zu gelangen. Doch anstatt ihn seiner Familie auszuhändigen, gibt er ihn an Nick Burkhardt zurück: Er hat erkannt, dass der Grimm Burkhardt lebend seinen eigenen Plänen mehr nützt als tot. So schließen beide mehr oder weniger ein Zweckbündnis, in das auch Hank Griffin eingeweiht wird.
Im Kampf gegen die „Königsfamilien“ erfährt Burkhardt, dass seine Mutter Kelly Burkhardt noch lebt. Diese schließt sich dem Widerstand, der „Résistance“, an und kümmert sich eine Zeit lang um Diana. Diese wurde vonseiten des Widerstands durch Meisner der „Königsfamilie“ entrissen und Burkhardts Mutter übergeben. Kelly Burkhardt ist gezwungen abzutauchen, nachdem Adalindes Mutter Catherine mit einem Kampf mit ihr ums Leben kam.
Im Verbund mit der „Königsfamilie“, der Sean Renards Vater als König vorsteht, gelingt es Adalind Schade, Nick seiner Grimmfähigkeiten zu berauben, nachdem sie sich durch ein Zauberritual in Juliette verwandelt und mit diesem geschlafen hatte.
Nach und nach wird Nick von weiten Teilen der Wesen akzeptiert, was auch durch seine aufrichtige Freundschaft mit Monroe und Bud Wurstner bekräftigt wird. Nachdem Monroe kurz nach seiner Hochzeit durch eine neonazistisch-rassistische Wesengruppierung (deren Kennzeichen eine „Wolfsangel“ ist), der „Wesenrein“, entführt wird, gelingt es Nick diesen kurz vor dessen Hinrichtung mit Hilfe seiner Freunde, einschließlich Sean Renards, zu befreien. Aber bei dieser Befreiung tritt Juliette erstmals als Hexenbiest in Erscheinung; eine Folge der verfluchten Zwillingsschwester, einem Zauberritual, in dem sie in den Körper Adalinds schlüpft (einer Art von „Surrogatkörper“), mit Nick schläft, sodass dieser seine Grimmfähigkeiten wiedererlangt.
Nachdem auch Sergeant Wu ein Wesen-Erlebnis hat, an dem er zu zerbrechen droht, wird auch dieser eingeweiht. Chaotisch wird die Situation, als mit Theresa „Trubel“ Rubel ein weiterer Grimm in der Stadt auftaucht; die Verdächtige eines Mordfalles wird von Griffin und Burkhardt als „Polizeistudentin“ getarnt und in die Ermittlungen eingebunden. Um Trubel aus der Schusslinie zu holen, lässt Burkhardt die 20-Jährige bei sich im Haus wohnen.
Sean Renard, ansonsten unpolitisch, engagiert sich auffallend stark für die Bürgermeisterwahl der Stadt und unterstützt einen aussichtsreichen Kandidaten. Rachel Wood, ein Löwenzahn und dessen Wahlkampfberaterin, holt Renard ins Boot. Sie sorgt dafür, dass der Police Captain als Held dasteht, als der Kandidat während einer Veranstaltung ermordet wird.
Renards Abteilung bearbeitet inzwischen mysteriöse Mordfälle, die mit einer Wesen-Organisation namens „Schwarzkralle“ in Verbindung gebracht werden. Deren Motto lat.: occultatum libera „versteckt frei“, sinngemäß: „Befreiung des versteckten“ ist. So gerät er zwischen die Fronten, als er sich zwischen der ehrlichen Arbeit als Polizist und der Arbeit als Bürgermeister entscheiden muss: Ziel von „Schwarzkralle“ war es nämlich von Anfang an, dass mit dem Zauberbiest Renard ein Wesen die Kontrolle über die Stadt erhält. Renard entscheidet sich, sich „Schwarzkralle“ anzuschließen.
Durch komplizierte Umstände sind Burkhardt, der Grimm, und Adalinde Schade, das Hexenbiest, inzwischen ein Paar, derweil Burkhardts Ex-Freundin Juliette ebenfalls zum Hexenbiest mutiert ist, das Adalind nach dem Leben trachtet. Diese hat inzwischen in Diana (der Tochter Sean Renards) und Kelly (dem Sohn Burkhardts) zwei Kinder, mit denen man sie psychisch unter Druck setzen kann bzw. erpresst: Sie zieht offiziell mit Sean Renard in einem neuen Domizil zusammen, um ihm den Anschein zu geben, dass er über feste Familienstrukturen verfügt.
Während der Auseinandersetzungen mit „Schwarzkralle“ gelingt es Burkhardt, das „Geheimnis der Schlüssel“ zu enträtseln, nachdem er über ein Erbe Monroes in den Besitz von vier weiteren Schlüsseln gelangt ist. Über eine alte Landkarte Monroes gelingt es ihm, den Platz zu lokalisieren, wo die Kreuzritter im 13. Jahrhundert ihr Geheimnis vergruben. Beide reisen unter falschem Namen und Dokumenten nach Deutschland, und es gelingt ihnen, den Schatz der Kreuzritter zu heben: ein mysteriöses Stück Holz, das, wie sich später herausstellen wird, über magische Fähigkeiten verfügt und in einem alten Leinentuch eingewickelt ist.
Denn als sie, durch die Schlüssel, die Schlösser der Schatulle mit den Deckel öffneten und abhoben – sie öffneten sie mit den vorhandenen fünf Schlüsseln und zwei Nachschlüsseln – entdeckten sie etwas, das wie ein einfacher Stock aussah, der in ein Tuch gewickelt war, auf dem Wörter in Großbuchstaben geschrieben standen. Es waren die lateinischen Wörter periculosum „gefahrvoll, gefährlich, bedrohlich“  und miraculum „Wunder“.
Abgesehen von dem, was auf dem Tuch geschrieben stand, wurden im weiteren Verlauf der Serie auch koordinatenförmige Linien und Symbole darauf entdeckt. Die aber nur zunächst für Eve teilweise und dann durch die Hilfe von Diana gesehen und aufgezeichnet werden konnten. Sie zeichnete in einem mit vier Koordinatenlinien versehenen Feld kreisförmig, komplexe u. a. hieroglyphen- und keilschriftartige Zeichen und Symbole ein.
Über Trubel erfährt Burkhardt, dass die Regierung mit dem „Hadrians Wall“ über eine Geheimbehörde verfügt, deren Portland-Zelle von Meisner geführt wird und die sich dem Kampf gegen „Schwarzkralle“ verschrieben hat. Eve, so Juliettes neuer Name, sei zudem dort als ultimative Waffe eingesetzt.
Nach der Bürgermeisterwahl, die zugunsten von „Schwarzkralle“ (und damit Renards) ausging, wird Burkhardt nach einem tätlichen Angriff auf Renard verhaftet und dem Revier Nord überstellt, das unter der Kontrolle von Wesen und „Schwarzkralle“ steht. Dort kann er jedoch von seinen Freunden befreit werden. Beim Befreiungskampf stellt sich heraus, dass Conrad Bonaparte nicht nur Strippenzieher und Mitbegründer von „Schwarzkralle“, sondern auch ein reines Zauberbiest ist. Ihm gelingt es, Eve schwer zu verletzen. Burkhardt heilt sie mit dem geheimnisvollen Stück Holz, das Monroe und er im Schwarzwald fanden.

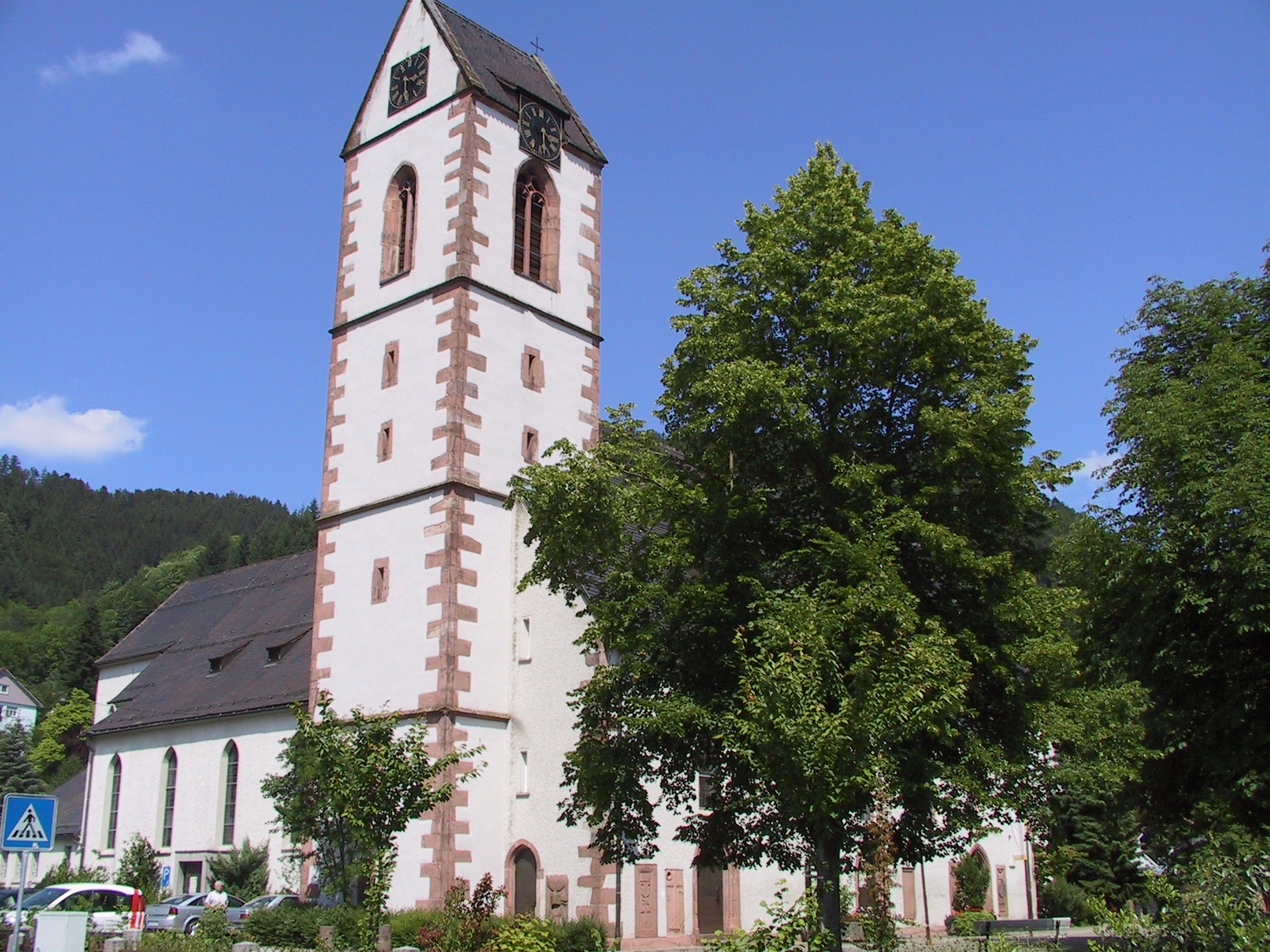
St. Laurentius von Südwest in Wolfach (Schwarzwald) diente als Drehort; in dieser Kirche mutmaßten Nick Burkhardt und Monroe zunächst das geheimnisvolle Versteck, das sich aus der Schlüsselkarte ergab.

Beim Versuch, Burkhardt in dessen Wohnung zu töten, wird Bonaparte jedoch von Renard hinterrücks ermordet. (Tochter Diana führte seine Hand, nachdem sie erfahren hatte, dass Bonaparte ihre Mutter körperlich anging und bedrohte.)
„Schwarzkralle“ lässt Hank entführen, nachdem er des Mordes bezichtigt wurde. Während Trubel, Eve und Burkhardt diesen befreien, wird der „Hadrians Wall“ in Portland von „Schwarzkralle“ ausgelöscht und Meisner von Renard erschossen. In der Gestalt Renards gelingt es Burkhardt, diesen aus der Politik zu drängen. Späterhin wird der Aufstand der „Schwarzkralle“-Bewegung global niedergerungen.
Diana gerät derweil immer mehr in den Fokus einer unheimlichen Macht, es ist ein mächtiger Dämon, der Zerstörer Shrugged. Er entstammt einer unbekannten Dimension (einer Parallelwelt) und nimmt zunächst Kontakt über sich öffnende Portale, das sind verschiedenste Spiegel (Spiegeldimension), aus einer „anderen Welt“ mit Eve auf. Der Zerstörer Shrugged benötigt das Mädchen, Diana, das über ungeheure Macht verfügt, als Kinderbraut um mit ihr – gemäß einer Legende – Kinder zu zeugen und zur Komplettierung einer Lücke in einem „magischen Stab“, das mysteriöse Stück Holz aus dem Schwarzwald, um damit seine Macht wiederherzustellen. Mit diesem „magischen Stab“ ist der Zerstörer Shrugged fähig, Schockwellen zu erzeugen, die seine Feinde und Angreifer zurückschlagen. Durch seine Macht regierte er alle Wesen, die in der Parallelwelt (Spiegeldimension) existieren.
Burkhardt gelingt es mithilfe Trubels und der Geister seiner Mutter und der Tante, diesen Dämon in der Realwelt zu besiegen. War doch der Dämon mit Nick und Eve bei ihrer Rückkehr aus der Spiegeldimension, durch das Mitwirken von Diana, in die Realwelt mit hinübergekommen. Dabei sterben im Verlauf alle seine Freunde und geliebten Menschen durch den mächtigen Dämon.
Durch ein neues Portal nach Vernichtung seines mächtigen Gegners taucht Nick Burkhardt wieder in eine „unveränderte Realwelt“ ein und findet alle Freunde – zu seiner großen Freude – lebend wieder.
Die Geschichte endet zwanzig Jahre später mit den Aufzeichnungen Kelly Burkhardts, der zusammen mit seiner Schwester Diana und „den Drillingen“ (den Kindern Monroes und dessen Frau) die Grimm’schen Traditionen wieder aufgenommen hat und der gemeinsam mit ihnen gefährliche Wesen bekämpft.

## Die Grimms
Grimms sind Menschen, die über eine außergewöhnliche, genetisch bedingte Gabe verfügen: Sie sind in der Lage, sogenannte Wesen zu enttarnen. Wesen sind Kreaturen mit menschlicher Hülle, in deren Inneren jedoch Monster und andere Existenzen leben. Für normale Menschen sind Wesen unsichtbar. Sie werden nur dann als solche erkannt, wenn es die Wesen wollen („äußere Aufwallung“). Grimms sind jedoch auch in der Lage, Wesen zu erkennen, wenn diese unter emotionalem Stress stehen und eigentlich nicht wollen, dass es zu „Aufwallung“ und damit zur Sichtbarkeit ihres wahren Ichs kommt. Diese „innere Aufwallung“ kann jedoch vom Grimm gesehen werden, sodass diese jahrhundertelang eine Gefahr für die Wesenwelt darstellen. Die Augen von Grimms werden tiefschwarz, wenn sie Wesen gegenüberstehen; darin können Wesen während einer „Aufwallung“ ihre eigene Gestalt sehen und dadurch einen Grimm erkennen.
Einst waren Grimms Wächter der „sieben Königsfamilien“, die in deren Auftrag gegen rebellische Wesen vorgingen. Im 13. Jahrhundert, während der letzten Kreuzzüge, verrieten sieben Grimms ihre jeweilige „Königsfamilie“ und gingen nun selbstständig gegen jede Art von Wesen vor – egal, ob es sich um harmlose oder gefährliche Wesen handelte; aus ihnen waren reine Wesenjäger geworden. Aus diesem Grund herrscht heute grausame Todfeindschaft zwischen den Wesen und Grimms. Der erste Grimm, der Wesen nach menschlichen Aspekten (gut und böse) einteilt, ist Nick Burkhardt, der als Polizist arbeitet. Auch als Grimm versucht er, alle verdächtigen Wesen als Polizist einzuschätzen. Er tötet Wesen nur, wenn er von ihnen dazu gezwungen wird. Burkhardt besitzt darüber hinaus zahlreiche Freunde aus den Reihen der Wesen.
Aus diesem Grund wird Burkhardt bei den Wesen geachtet, bei den übrigen seiner Art reagieren Wesen hingegen wie bisher: Die feigeren Wesen fliehen, aggressive Spezies wie Blutbader oder Zorndrang attackieren Grimms mit äußerster Brutalität. Dadurch sehen Grimms, mit Ausnahme Burkhardts, in jedem Wesen für sich eine potenzielle Bedrohung und Todesgefahr. Ihre Todfeinde stellen Sensenmänner dar, die im Auftrag der „Warane“ gezielt Grimms töten. Die brutalsten Grimms stellen die Endezeichen-Grimms dar, welche ausnahmslos jedes Wesen, egal ob Mann, Frau oder Kind, töten. Endezeichen-Grimms foltern zudem ihre Opfer, bevor diese umgebracht werden, mit glühenden Brandeisen. Daher sind deren Körper auch mit dem Kennzeichen der Endezeichen-Grimms (einem gotischen G) übersät.
Die Fähigkeit der Grimms, die verschiedenen Wesen zu sehen, kann mit verwirrenden persönlichen Erfahrungen einhergehen, die nicht selten zu Konflikten in sich selbst oder mit anderen führt. So etwa bei Nick Burkhardt in Staffel 1 oder bei Theresa Rubel in Staffel 3, wobei deutlich wird, dass neben der Fähigkeit, die wesenhaften, frühen „Aufwallungen“ wahrzunehmen, eine Unterweisung und Instruktion und damit Sinngebung in das wahrgenommene vonnöten ist.

## Wesen (Auswahl)
Wesen gliedern sich in unzählige Arten von Spezies. In der Reihe wird daher in fast jeder Episode eine neue Art von ihnen vorgestellt, die zumeist tierähnliche Züge besitzt.
Durch das Erbe seiner Tante Marie Kessler verfügt Nick Burkhardt über zahlreiche Aufzeichnungen seiner Vorfahren, durch die er sich über verschiedene Wesen informieren kann. Helfen die Bücher nicht, dann kann er darüber hinaus seine Freunde Monroe und Rosalee befragen, die diesbezüglich sehr bewandert sind.
Wesen leben getarnt unter den Menschen bzw. haben (zeitweise) menschliche Gestalt. Wesen zeigen zwei Existenzzustände innerhalb eines physischen Körpers, sie können ihre Gestalt teilweise unbeeinflusst, aufgrund starker emotionaler Erregung ändern, aber auch willentlich bewusst. Ferner kann diese „Aufwallung“ oder Transformation ihrer Existenz für alle oder nur für andere Wesen und Personen, die die Grimm-Eigenschaften besitzen sichtbar werden. Jede Art besitzt eigene Traditionen und Strukturen, die es zu wahren gilt, und sie verfügen über spezielle Infrastrukturen wie beispielsweise Wesen-Apotheken und -Ärzte. Im Moment des Sterbens verschwindet, im Allgemeinen, die wesenhafte Gestalt.
Derweil es Arten von Wesen gibt, die aufgrund ihrer Friedlichkeit oder aufgrund ihrer Führungsqualitäten problemlos unter Menschen leben können (Eisbiber, Steinadler), geraten einige Arten aufgrund ihrer „Natur“ (Blutbader, Natterngeckos, Schakale) immer wieder mit dem Gesetz in Konflikt.
Die Welt der Wesen dominieren „sieben Königshäuser“, von denen offenbar das (scheinbar) mächtigste im österreichischen Wien ansässig ist. Über die Einhaltung der „Wesengesetze“ achtet der „Wesen-Rat“, der sich dafür einsetzt, dass die Menschenwelt nichts von der Existenz der Wesen erfährt. Daher reagiert dieser auch offen feindselig, als ihm die Freundschaft zwischen dem Grimm Nick Burkhardt und den Wesen Monroe und Rosalee Calvert bekannt wird. Dennoch greift auch der „Wesen-Rat“ hin und wieder auf die Hilfe Burkhardts zurück, wenn diese ins Konzept passt.
(Neben den Wesen kommen in der Serie vereinzelt auch andere übernatürliche Kreaturen wie Geister und Dämonen vor.)
Die wichtigsten, da in der Serie am häufigsten vorkommenden Arten von Wesen sind:
BauernschweinIn ihrer wahren Gestalt haben Bauernschweine große Ähnlichkeiten mit Hausschweinen. Wie diese verfügen sie über einen ausgeprägten Geruchssinn und nehmen gerne Schlammbäder zur Entspannung ein. Sie sind bevorzugte Beute der Blutbader, von denen sie gejagt und getötet werden, da sie ihnen deutlich unterlegen sind. Aber seit einiger Zeit beginnen Bauernschweine, gezielt auf Blutbader Jagd zu machen.
BlutbaderDie wahre Gestalt der Blutbader ähnelt den Wölfen, mit denen sie Rudelverhalten, Jagdinstinkt und scharfen Geruchssinn teilen. In „Aufwallung“ verfügen Blutbader über übermenschliche Stärke. In Rudeln weisen sie Gewalttätigkeit auf und handeln instinktgesteuert. Zudem reagieren sie äußerst aggressiv auf die Farbe Rot. Traditionell sind Blutbader Fleischesser (die früher auch Menschen gerissen haben) und neigen dazu, ihr Revier zu markieren, indem sie z. B. an ihren eigenen Gartenzaun urinieren. Unter den Blutbadern gibt es auch eine Reformbewegung, die sich Wider-Blutbader nennt, die strenge Diät einhalten, Pilatestraining durchführen und sich vegetarisch ernähren.
Cracher-MortelDer Cracher-Mortel stammt aus der Karibik und erinnert in seiner wahren Gestalt an einen Igelfisch. Er produziert ein lähmendes Gift, das seine Opfer, nachdem er ihnen dieses ins Gesicht gespuckt hat, in einen todesähnlichen Schlaf versetzt, aus dem sie nach kurzer Zeit wieder als willenlose, gewalttätige Zombies erwachen, die jeden Befehl ihres Meisters ausführen. Der Einfluss des Giftes kann jedoch nach einer aufreibenden Prozedur neutralisiert werden.
EisbiberÄngstliche und sanftmütige Wesen, die in ihrer Wesengestalt Bibern ähneln. Sie neigen zu übertriebener Dankbarkeit, die sich durch zahlreiche Geschenke und Gefälligkeiten äußert. Eisbiber weisen einen Hang für handwerkliche Tätigkeiten auf. So arbeiten sie vielfach als Elektriker oder leiten Reparaturbetriebe. Sie sind auch dafür bekannt, sehr viel zu reden und sich für alles zu entschuldigen, selbst wenn sie nichts dafür können.
FeuerteufelIn „Aufwallung“ drachenähnlich. Laut ihren Überlieferungen stammen sie von Drachen ab. Sind in der Lage, ihr körpereigenes Fett zu konzentrieren und als Flamme auszuspucken. Gegen Hitze und Feuer sind sie de facto immun, sodass sie beim Militär bei Flammenwerferkompanien oder bei der Feuerwehr arbeiten. Sie müssen ihr Haus (oder ihren Unterschlupf) mit Kupfer ausstatten, das bei Gewittern Blitze anzieht, denen sie ausgesetzt werden.
FuchsteufelDie Wesengestalt dieser Art von Wesen ist fuchsähnlich. Sie gelten als friedlich und weichen allgemein direkten Konfrontationen aus. Sie verfügen zudem über einen ausgeprägten Geruchssinn. In Gefahr sind sie aber äußerst wehrhaft und aggressiv agierend. In der Welt der Wesen haben sie den Ruf, kräuterkundig und gerissen zu sein; so stehen sie vielfach im Verdacht, andere Wesen übers Ohr zu hauen.
Hexenbiest/ZauberbiestIn Wesengestalt sind Hexenbiester und deren männliches Pendant, das Zauberbiest, von mumienähnlicher Gestalt. Sie verfügen zudem über ein entstelltes Gesicht und über silbergraue Haare. In menschlicher Gestalt verrät sie nur ein schwarzes Muttermal auf der Unterseite ihrer Zunge. Aufgrund ihrer Abstammung von Hexen verfügt diese Art von Wesen über umfangreiche magische und alchemistische Fähigkeiten. So sind sie in der Lage, Tränke zu brauen, die verschiedene Wirkungen haben können und die für Mensch und Wesen äußerst gefährlich sein können. Hexen- und Zauberbiester sind machtbesessen und Meister der Manipulation. Die hexerischen Fähigkeiten sind bei Zauberbiestern nicht so ausgeprägt, sie verfügen jedoch über enorme Körperkraft. Beiden gemeinsam ist ihre telekinetische Begabung. Hexenbiester arbeiten vielfach in Rechtsanwaltskanzleien oder für den Wesenadel, insbesondere für die „Königsfamilien“. Zauberbiester hingegen sind vielfach in der Politik, bei der Polizei oder beim Militär. In ihrer Heimat Europa agieren sie eng mit den Sippen der Sinti und Roma. Ihre Erzfeinde stellen die Mellifers, bienenähnliche Wesen, dar.
SteinadlerIn „Aufwallung“ raubvogelähnliche, majestätische Wesen, die streng dem Kodex von Ehre, Mut und Aufrichtigkeit folgen. Daher agiert diese Art von Wesen niemals heimtückisch. Aufgrund ihrer Geisteseinstellung sind sie häufig in hohen Posten bei Militär, Polizei oder dem FBI zu finden.
TodesdoggeAufgrund ihrer Brutalität gefürchtete Art von Wesen, die in „Aufwallung“ hundeähnlich sind. Sie sind oftmals in mafiaähnlichen Organisationen vereinigt, berechnend und treu den „Waranen“ ergeben, für die sie als Killer arbeiten. Daher stehen sie auch in engem Kontakt mit den „Königshäusern“. In Menschengestalt sind sie bei FBI, Verwaltung, Militär und Polizei vertreten.
ZiegendämonIn menschlicher Erscheinung unscheinbar, verströmen aber bestimmte Pheromone, durch die sie auf Frauen anziehend wirken. In „Aufwallung“ sind sie ziegenähnlich. Sie lieben es, Frauen zu entführen, gefangen zu halten und zu schwängern. Um ihre Außenwirkung zu verstärken, hervorgerufen durch die Pheromone, essen einige von ihnen eine bestimmte Froschart. So beeinflusste Frauen sind nicht mehr in der Lage, selbstständig zu denken, und sie glauben Ziegendämonen jedes Wort. Als Anwälte sind sie zudem manipulativ und lieben es, Gewalttäter, deren Schuld schon durch Beweislage bewiesen ist, als „Unschuldige“ aus dem Gerichtssaal zu führen.
MantikoreÜberdurchschnittlich todesverachtende Fähigkeiten zeichnet das Wesenvolk der Mantikore aus. In der „Aufwallung“ besitzen sie einen muskulösen Körper mit einem löwenähnlichen Kopf. Darüber hinaus zeichnet sie der Besitz eines Giftstachels aus, der ähnlich wie ein Skorpionschwanz konzipiert ist, und der in der Lage ist, starkes Gift in ihr Opfer zu injizieren. Das von Mantikore produzierte Gift ist eng verwandt mit Skorpiongift. Aufgrund ihres außergewöhnlichen Mutes, ihrer Todesverachtung und der absoluten Loyalität ihres Herren gegenüber, gepaart mit unbändiger Aggressivität und Brutalität eignen sie sich hervorragend als Soldaten, Söldner und Auftragsmörder. Viele von ihnen sind auch als Vollstrecker und Kopfgeldjäger aktiv. Mantikore sind zudem Wesen, die selbst für die gefürchteten Grimm eine ernste Gefahr darstellen, da sie diese nicht fürchten, sondern es als „ehrenvolle Herausforderung“ sehen, einen Grimm zu jagen und zu erlegen.

## Wesenrat
Mit dem „Wesenrat“ wird ein in den Niederlanden residierendes Komitee beschrieben, dessen Aufgabe darin besteht auf die Einhaltung und Wahrung der „Wesengesetze“ zu achten. Es beurteilt zum einen Regelverstöße, ähnlich einem Gericht, kann aber auch Sanktionen beschließen und eine Strafverfolgung einleiten. An seiner Spitze steht organisatorisch eine koordinierende Person. Der „Wesenrat“ setzt zur Wahrung und Durchsetzung seines Reglements Spezialagenten ein, so das Pflichttreue-Wesen Alexander oder Kopfgeldjäger, etwa einen Mantikor. Sie bewegen sich außerhalb, der für die menschlichen Gemeinschaften, geltenden Institutionen.
Nach dem Reglement ist es Wesen untersagt, sich etwa in voller Aufwallung den „Ungesichtern“ zu zeigen, um persönliche oder gruppenbezogene Vorteile durch eine auch für „Ungesichter“ wahrnehmbare „Aufwallung“ zu erreichen, so etwa als religiöse Bekehrer, Bankräuber, Prostituierte, Zirkus- und Jahrmarktsdarsteller.
Auch dürfen Wesen den Menschen oder anderen gesetzeskonformen Wesen keinen Schaden zufügen oder sie gar töten. Der „Wesenrat“ hat weltweit ausgewählte Mitarbeiter, deren Aufgabe es ist, Verstöße gegen die „Wesengesetze“ an das Gremium zu melden. Eine weitere Aufgabe des „Wesenrates“ ist der Versuch der Kontrolle verschiedenster Wesengruppierungen, so etwa der „Beati Paoli“, diese Gruppe von Wesen setzt sich seit dem 17. Jahrhundert für die Erhaltung der Kultur der Wesen ein. So bekämpft die Gruppierung unter anderem Fälle, in denen Wesen in Aufwallung konserviert wurden um sie später als Mumien in Museen auszustellen. Grundsätzlich stimmt der „Wesenrat“ mit den Zielen der „Beati Paoli“ überein, stehen aber deren Methoden häufig ablehnend gegenüber, weshalb es immer wieder Konflikte mit dem „Wesenrat“ gibt.
In Portland war der Beauftragte des Gremiums der Vater von Rosalee und Frederick Calvert. Nach dessen Tod übernahm dann Frederick und hiernach Rosalee Calvert die Aufgabe. Sie hat für diese Funktion eine gesicherte Telefonnummer zu der Institution. Während des Aufstands der „Schwarzkrallen“-Bewegung wurde der „Wesenrat“, der sich zur Diskussion über die Wesenrebellion in Den Haag zusammengefunden hatte, von einem Teilnehmer, der Angehöriger der rebellierenden „Schwarzkrallen“-Bewegung war, mit Schusswaffen in einer terroristischen Gewalttat ermordet.

## Königsfamilien
„Sieben Königsfamilien“ waren einst die Herrscher über Wesen und Menschen, verloren diese Macht aber durch verschiedene Revolutionen, als in Europa die „Herrscher von Gottes Gnaden“ entweder völlig beseitigt oder auf repräsentative Funktionen in parlamentarischen Monarchien beschränkt wurden. Hinter den Kulissen trachten sie skrupellos danach, ihre alte Macht wieder zu erlangen, und positionieren überall ihre Agenten und Marionetten. Zudem trachten sie nach „sieben Kartenschlüsseln“, die „sieben Kreuzritter“, allesamt Grimms, einst anfertigten, um etwas zu verstecken, das so mächtig war, dass niemand es besitzen durfte. Die „Königsfamilien“ sind die episodenübergreifenden Antagonisten der Serie, da Nick Burkhardt ihren Plänen immer mehr in die Quere kommt, zunächst wegen eines der „Schlüssel“, den Nick besitzt, später wegen Diana, der letzten Erbin der österreichischen „Königsfamilie“. Das „Königshaus“ bedient sich zur Durchsetzung seiner Ziele u. a. einer Spezialeinheit, den „Waranen“, sie rekrutiert sich größtenteils aus Todesdoggen. Die Spezialeinheit wird für subversive und gewalttätige Aktionen und Handlungen eingesetzt. Ihr Kennzeichen ist eine Tätowierung auf den Handinnenflächen, die aus acht ineinander verschränkten Schwertern besteht.

## Hauptfiguren

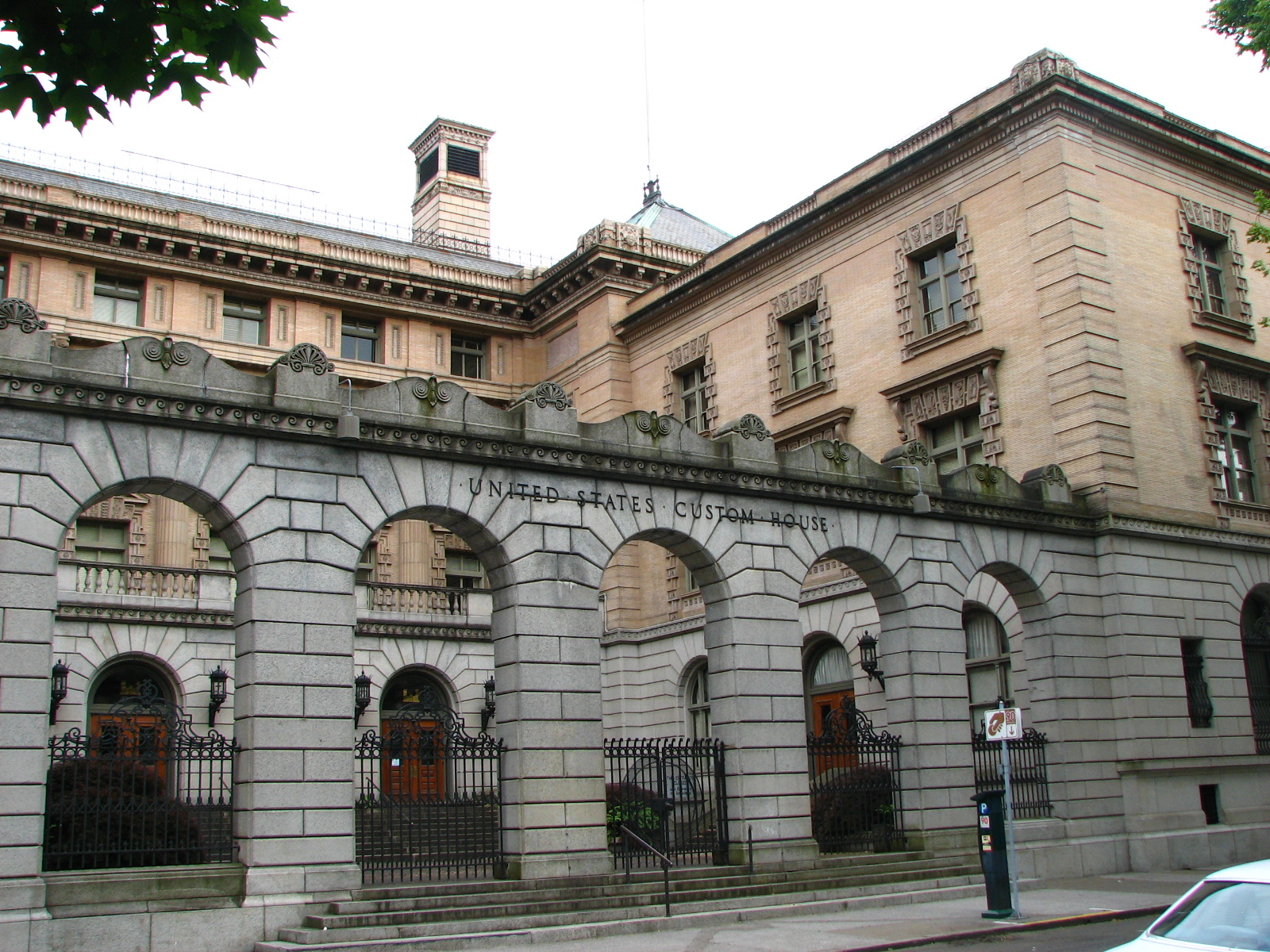
Das US Custom House (Portland, Oregon) dient als Kulisse für das Portland Police Bureau in der Serie

Nicholas „Nick“ BurkhardtNick ist der Protagonist der Serie und ein Detective der Mordkommission in Portland. Seine schwerkranke Tante mütterlicherseits, Marie Kessler, die wie er bestimmte Fähigkeiten besitzt, klärt ihn bei einem überraschenden Besuch bei ihm darüber auf, was es heißt, ein „Grimm“ zu sein. Sie rät ihm, sich von seiner Freundin zu trennen, um diese nicht zu gefährden. Aber da sich Nick in erster Linie als Polizist sieht, entwickelt er nach und nach eine eigene Sichtweise auf Wesen, nachdem er den Blutbader Monroe kennenlernt – anstatt sie sofort und unterschiedslos zu töten, behandelt er jedes Wesen als Individuum, unterscheidet also wie bei normalen Menschen zwischen guten und bösen Individuen. Er denkt auch darüber nach, seiner Freundin Juliette von der Existenz der Wesen und seiner Aufgabe als Grimm zu erzählen, zögert jedoch. In der ersten Staffel macht Nick Juliette einen Heiratsantrag, den sie ablehnt, da er offenbar Geheimnisse vor ihr hat. Als er zeitweise von Juliette aufgrund ihrer Gedächtnislücken getrennt ist, wohnt er beim Uhrmacher Monroe, zieht jedoch später wieder in ihr gemeinsames Haus zurück. Bei der Hochzeit von Rosalee und Monroe ist er Trauzeuge. Er wird jedoch kurzzeitig durch das Hexenbiest Adalind seiner Kräfte als Grimm beraubt, nachdem sie sich durch einen Zauber in Juliettes Ebenbild verwandelt hat und mit ihm schläft. Die Kräfte als Grimm erhält er jedoch mit Hilfe von Captain Renards Mutter, ebenfalls ein Hexenbiest und Juliette wieder, indem sie den Zauber umkehren und Juliette in Adalinds Ebenbild verwandeln; diese muss nun ebenfalls mit Nick Sex haben, damit dessen besondere Fähigkeiten zurückkehren. Im Laufe der zweiten Hälfte der vierten Staffel erfährt Nick, dass Adalind von ihm schwanger ist. Dies geschah, als sie in der Gestalt von Juliette mit ihm geschlafen hat, um ihm seine Kräfte zu nehmen. Er sträubt sich zunächst dagegen, muss jedoch mit Adalind zusammenarbeiten, da sie eine Möglichkeit kennt, der mittlerweile zu einem Hexenbiest gewordenen Juliette zu helfen. Allerdings werden beide, Nick und Adalind, im Laufe der fünften Staffel ein Paar.
Hank GriffinHank ist wie Nick ein Detective der Mordkommission und dessen Partner. Bis zur Episode 2.03 besitzt er keine Kenntnis von der tatsächlichen Natur der Fälle, oder dass Nick ein Grimm ist. Das bringt ihn schließlich an den Rand des psychischen Zusammenbruchs, als er Dinge sieht, die er sich nicht erklären kann, woraufhin Nick ihn einweiht. Er wird damit zu einem „aufgeklärten Ungesicht“ und gilt als ein wenig sarkastisch. Griffin ist mindestens viermal geschieden worden. Nick und er sind auch privat gute Freunde. Hank wird von Adalind Schade in ihre finsteren Pläne eingespannt, um so an Nicks „Schlüssel“ (1 von 7) zu gegangen. Die „sieben Königshäuser“ vermuten, dass der Besitz aller „Schlüssel“ ihnen eine große Macht verleihen würden. Um in den Besitz zu gelangen, wird Hank, der sich in Adalind verliebt hatte, unter mittels eines Zaubers in einen totenähnlichen Schlaf versetzt und kann nur in letzter Minute von Nick gerettet werden. Später verliebt sich Hank in seine Physio-Therapeutin Zoë, die sich später als Angehörige von „Schwarzkralle“ entpuppt.
Juliette Silverton/EveJuliette ist Nicks Freundin und von Beruf Tierärztin. Sie ist schon mit ihm zusammen, bevor Nicks Fähigkeit erwacht, und weiß zunächst nichts von seinem Erbe als Grimm. Da sie aber fast zwangsläufig in die Geschehnisse hineingezogen wird, verrät Nick ihr schließlich alles. In der zweiten Staffel hat Juliette eine durch Adalinds Zauberei hervorgerufene Amnesie, bei der sie alle Erinnerungen an Nick verloren hat, sich aber sonst an alles erinnern kann. Als ihre Erinnerungen zurückkehren und sie wieder mit Nick zusammen ist, erfährt sie von seinem Dasein als Grimm. Sie freundet sich gut mit Rosalee an, gibt ihr Tipps in der Beziehung zu Monroe und wird Brautjungfer bei deren Hochzeit. Sie verwandelt sich in der Mitte der vierten Staffel in ein Hexenbiest, nachdem sie Nick bei seiner Rückverwandlung zu einem Grimm geholfen hat. Diese Verwandlung lässt sie zunächst verbittern und schließlich, als sie ihr „neues Ich“ akzeptiert und dieses die Kontrolle übernimmt, sich gegen ihre Freunde wenden, denen sie die Schuld an ihrem Zustand gibt und die sie zuerst bedroht und dann verrät. Am Ende der 4. Staffel wird sie von Trubel augenscheinlich mit einer Armbrust erschossen, deren Pfeile mit dem extrem tödlichen Siegbarsten-Gift überzogen sind. In der fünften Staffel taucht sie jedoch als Eve wieder auf und es wird offenbar, dass Trubel sie nur betäubt hatte, damit „Hadrian’s Wall“ sie brechen und zu einer Waffe gegen „Schwarzkralle“ umwandeln konnte. In der sechsten Staffel versöhnt sie sich mit Nick.
MonroeMonroe stammt aus einem kleinen Ort New Hampshires und ist überzeugter Vegetarier, obgleich er als Blutbader, einer wolfsähnlichen Kreatur, in früheren Zeiten oft und erfolgreich mit anderen seiner Art auf Menschenjagd war. So nimmt es auch nicht Wunder, dass Nick ihn als Tatverdächtigen einer Kindesentführung kennenlernt. Monroe arbeitet als Uhrmacher und liebt Uhren jeder Art. So ist er in dieser Hinsicht auch oft pedantisch. Obgleich ein früherer Grimm seinen Großvater getötet hat, hilft er Nick bei seinen Fällen. So wacht er im Krankenhaus über Nicks Tante Marie. Durch seine sehr guten Kenntnisse über die verschiedenen Wesen dient er Nick als erste Anlaufstelle bei seiner Jagd nach ihnen. Er heiratet am Ende der dritten Staffel Rosalee, was anfangs von seinen Eltern nicht gerne gesehen wird, da er und Rosalee verschiedenen Wesen-Spezies angehören. Aber auch innerhalb der Wesen-Welt wird die Ehe zwischen einem Blutbader und einem Fuchsteufel nicht gern gesehen. So kommt es, dass Monroe von einer rassistischen Wesengruppe names Wesenrein entführt, die in ihrer Symbolik deutliche Anzeichen vom Nationalsozialismus und vom Ku-Klux-Klan übernimmt, und ihm der Prozess wegen Blutschande und der Freundschaft mit einem Grimm gemacht wird. Als Zeuge der Anklage wird Bud Wurstner herbeigeführt, der auf seine Art und Weise Monroe verteidigt. Gerade noch rechtzeitig wird Monroe von seinen Freunden vor der Vollstreckung seiner Exekution durch die Lynchjustiz gerettet. Unter dem Eindruck der nazistischen Folterungen vonseiten dieser Wesengruppe leidet Monroe noch eine Weile unter Angstzuständen. Aber auch die erlittene Nahtod-Erfahrung bringt es mit sich, dass sich Monroe mit dem ehemaligen Feuerwehrmann und Brandexperten Peter Orson, einem Bauernschwein, das von Nick wegen Mordes an Monroes Freund Hap Lasser, einem gutmütigen Blutbader, hinter Gitter gebracht wurde, aussöhnt.
Captain Sean RenardSean ist Nicks politisch geschickter Vorgesetzter im Morddezernat und ein Mitglied der „Königsfamilie“ der Wesen. Nick hat hiervon anfangs keinerlei Kenntnis. Während Renard zunächst als potentielle Bedrohung erscheint, zieht er später gelegentlich Fäden in Nicks Interesse. Seine Ziele sind zunächst weitgehend unbekannt. Im Verlauf der zweiten Staffel stellt sich heraus, dass Renard der Sohn eines Königs der Wesen und eines Hexenbiestes, also ein Bastard ist. Seine Familie versucht von Nick einen Schlüssel zu bekommen, den dieser von seiner Tante Marie erhalten hat. Er ist der Vater von Adalinds Tochter Diana. Renard unterstützt den Widerstand gegen die sieben „Königsfamilien“, da diese erneut nach der Weltherrschaft streben, die sie einst verloren haben. Ihr Erfolg würde auch sein Leben gefährden, da seine Familie ihn ablehnt. In der fünften Staffel schließt er sich der Vereinigung „Schwarzkralle“ an, erkennt jedoch in der sechsten Staffel, dass dies ein Fehler war, und versöhnt sich schließlich mit Nick und Adalind.
Sergeant Drew WuSergeant Wu ist ein Polizeibeamter, der auf den Philippinen geboren wurde und mit Nick und Hank zusammenarbeitet. Bei dieser Zusammenarbeit scheint er die „Hauptarbeit im Hintergrund“ zu erledigen, indem er häufig hilfreiche Fakten und Informationen liefert. Nach dem Kontakt mit einem Wesen, das eine alte Jugendfreundin attackiert, hat er psychische Probleme und muss für einige Zeit in eine psychiatrische Einrichtung. Im Laufe der vierten Staffel wird er von Nick und Hank eingeweiht (ein „aufgeklärtes Ungesicht“) und kämpft fortan aktiv mit ihnen zusammen gegen verbrecherische Wesen und schließlich auch die „Königsfamilien“. Im Laufe der fünften Staffel wird er durch den Kratzer eines Lykantropen selbst zum Lykantropen.
Rosalee CalvertRosalee ist ein Fuchsteufel, die einst eine wilde Jugend hatte, auf die sie nicht stolz ist. So war sie beispielsweise wegen Diebstahl eine Zeitlang inhaftiert und konnte deshalb nicht an der Beerdigung ihres Vaters teilnehmen. Ihr Fernbleiben hatte ein Zerwürfnis mit ihrer Schwester und ihrer Mutter zur Folge, die Rosalee unterstellten, dass sie nicht am Tode des Vaters interessiert sei. Sie betreibt nach dem Tod ihres Bruders, Frederic Calvert, dessen Wesen-Apotheke weiter und ist später mit Monroe liiert, den sie am Ende der dritten Staffel heiratet. Rosalee hilft Nick zusammen mit Monroe und besitzt alchemistische Fertigkeiten, die immer wieder benötigt werden, um mit Wesen, Giften und Krankheiten fertigzuwerden. Bis zur Auslöschung des „Wesenrates“ durch „Schwarzkralle“ ist sie die Kontaktperson der Wesen zu diesem Rat.
Adalind SchadeAdalind ist ein Hexenbiest, das anfangs als Anwältin und insgeheim für Captain Renard arbeitet, dessen Geliebte sie auch ist. Nachdem Nick ihr ihre Kräfte genommen hat, lässt sie sich von Sean Renard schwängern und geht nach Wien, wo Renards königliche Verwandtschaft lebt. Dort wird sie zum Mittelpunkt des Interesses, da sie schwanger mit dem Erben der Familie ist, wobei sie einen falschen Vater angibt: Vater ihres Kindes soll Sean Renards Halbbruder, Prinz Eric sein, mit dem sie eine sexuelle Beziehung eingegangen ist, um so auf der vermeintlich sicheren Seite zu sein. Zunächst bietet sie das Kind im Tausch gegen die Wiederherstellung ihrer Kräfte an, entdeckt aber schließlich, dass sie selbst für die Familie keinerlei Bedeutung hat. Sie entwickelt unerwartet mütterliche Gefühle für das ungeborene Kind und es gelingt ihr mit Hilfe des Butlers Sebastian und Meisners, eines menschlichen Mitglieds des „Wesen-Widerstandes“, erfolgreich die Flucht. Meisner übergibt Adalind, nachdem sie eine Tochter entbunden hatte, einem weiteren Mitglied der „Résistance“: einer äußerst aggressiven Frau, der es zuvor gelang, sechs „Warane“ auszuschalten, und die sich später als Kelly Burkhardt entpuppt, die totgeglaubte Mutter ihres Erzfeindes Nick. Sie kehren nach Portland zurück, wo Adalind ihr Kind dennoch verliert: Sean Renard, der Vater, übergibt die Tochter seinem Cousin Viktor, der in Wien dem ermordeten Eric nachgefolgt ist, und entführt diese später. Die Entführung wird dem Widerstand angelastet, und Nicks Mutter macht sich mit Diana auf in eine ungewisse Zukunft. Adalind jedoch trauert ihrer Tochter hinterher und es entwickelt sich ein Hass auf Sean Renard. Im Glauben, ihre Tochter befände sich in Renards „Königsfamilie“, begibt sie sich zu dieser nach Wien. Dort wird sie jedoch eingekerkert und sie erfährt, dass der Widerstand ihre Tochter hat. So macht sie sich freiwillig zur Gehilfin der „Königsfamilie“ und beginnt, offen gegen Nick und dessen Freunde zu agieren: Am Ende der dritten Staffel stiehlt sie im Auftrag der „Königsfamilie“ Nicks Grimm-Fähigkeit, indem sie durch Zauber die Gestalt Juliettes annimmt und mit ihm schläft. Erneut in Wien angekommen, beginnt Adalind eine heftige Affäre mit Prinz Viktor. Aufgrund der Tatsache, dass der König, Sean Renards Vater, Prinz Viktor durch dessen jüngeren Cousin Kenneth Bowes-Lyon ersetzt wird, wird Adalind plötzlich selbst Teil der innerfamiliären Zwistigkeiten: Kenneth ist brutaler und skrupelloser als alle anderen Mitglieder des „Königshauses“; er ist zudem gewillt, unter allen Umständen Adalinds Tochter Diana zurück in die Familie zu holen, was bis dahin nicht einmal Prinz Viktor gelungen sei. Kenneth sagt ihr zudem auf den Kopf zu, das Eric steril gewesen sei. Demnach könne Diana nicht dessen Tochter sein. Adalind setzt sich kurze Zeit später nach Portland ab. Doch bald darauf wird klar, dass Adalind von Nick schwanger ist. Als ihr Kenneth nach Portland nachreist und ihr anbietet, ihr zu helfen, ihre Tochter zurückzubekommen, wird es Adalind endgültig klar, dass sie selbst nur Mittel zum Zweck ist und in großer Lebensgefahr schwebt. Um ihr ungeborenes Kind zu schützen, verbündet sie sich notgedrungen mit Nick, der Kenneth verhaften lässt. Kenneth wird später im Kampf von Nick Burkhardt getötet und zum Sündenbock für die Serienmorde Sean Renards gemacht, die dieser begangen hatte, als er vom Geist Jack the Ripper besessen war. Ihre Bindungen zu Nick werden enger, als sie erfährt, dass Juliette zum Hexenbiest geworden ist und nun auf Rache sinnt. Sie verliebt sich in Nick und die beiden werden im Laufe der fünften Staffel ein Paar. Um einen Zaubertrank auszuprobieren, der Juliette wieder zu einem normalen Menschen machen könnte, opfert sie sich und gibt freiwillig ihre Hexenfähigkeiten auf, indem sie von diesem Trank trinkt, um dessen Wirkung auszutesten. Später gibt sie gegenüber Rosalie, mit der sie eine enge Freundschaft verbindet, zu, dass sie nie wieder ein Hexenbiest sein will, und ist verzweifelt, als ihre Kräfte wieder zurückkehren. Lange überlegt sie, ob und wie sie ihren Lebensgefährten auf die neue Situation vorbereiten soll. Nachdem sich Adalind gegenüber Nick als Hexenbiest offenbart hat, verhält sie sich im Kampf gegen „Schwarzkralle“ neutral, obgleich sie offiziell wieder mit dem Vater ihrer Tochter Diana, Sean Renard, zusammen ist.

## Nebenfiguren
Kelly BurkhardtKelly Burkhardt, geborene Kessler ist Nicks Mutter, ein Grimm alter Schule und galt lange Zeit als tot. Sie verschwand, nachdem man versucht hatte, sie zu ermorden, wobei ihr Mann, Reed Burkhardt, der im Übrigen kein Grimm war, und ihre beste Freundin starben. Sie taucht überraschend in Portland auf, um drei magische Münzen („Münzen von Zakynthos“) sicherzustellen, wobei sie auf Nick trifft. Über dessen unkonventionelle Art, mit Wesen umzugehen, ist sie zunächst wenig begeistert, akzeptiert aber schließlich, dass der Ansatz, nicht alle Wesen sofort töten zu wollen, seinen Sinn hat. Als Juliette ins Koma fällt, hilft sie dabei, sie zu retten, tötet dabei aber auch Adalinds Mutter. In der dritten Staffel bringt sie Adalind Schade, die davon noch nichts weiß, aus Österreich heraus und zurück nach Portland. Sie nimmt deren Tochter Diana mit sich und zieht sie auf. Am Ende der vierten Staffel wird sie von Juliette verraten, in eine Falle gelockt und von Todesdoggen getötet.
Marie KesslerMarie Kessler ist Bibliothekarin und Nicks Tante mütterlicherseits. Sie nimmt ihn bei sich auf, als Nicks Eltern offiziell bei einem Autounfall ums Leben kommen, als Nick etwa 12 Jahre alt ist. Was Nick nicht weiß: Seine Mutter, deren Schwester und er sind Nachfahren der Gebrüder Grimm, deren Vorfahren einst im 13. Jahrhundert als Kreuzritter den „sieben Königshäusern“ dienten. Schwer an Krebs erkrankt, taucht sie unvermutet bei ihrem Neffen auf, da sie vermutet, dass ihm nun die grimmschen Fähigkeiten zur Verfügung stünden. Und in der Tat: Nick ist seit einigen Tagen in der Lage, Wesen in Menschen zu erkennen. Diese neue Fähigkeit macht ihrem Neffen anfänglich Angst. Sie vermacht ihm ihren Wohnwagen mit dem Familienbesitz wie alte Bücher und zahlreiche Waffen, den Nick verstecken muss. Bei einem Überfall auf sie wird Marie schwer verletzt und ins Krankenhaus gebracht. Dort versucht eine der „Königsfamilien“ mehrmals, Marie zu töten; auch Adalind gehört zu jenen, die versuchen, sie zu ermorden. Nick bittet nun seinen Freund Monroe, auf seine Tante aufzupassen. Diesem gelingt es in der Tat, zwei Attentäter außer Kraft zu setzen. Der letzte Mordversuch wird von Marie selbst abgewendet, und sie stirbt in den Armen ihres Neffen an den Folgen ihrer Krebserkrankung.
Theresa „Trubel“ RubelTheresa ist, wie Nick, der sie unter seine Fittiche nimmt, ein Grimm und stammt aus New York. Ihre Fähigkeiten sind ihr lange Zeit nicht bewusst, sie erlebt nur, dass Menschen sich vor ihren Augen in Monster verwandeln und sie scheinbar grundlos zu töten versuchen, weswegen sie extrem misstrauisch ist, äußerst aggressiv auf alle Wesen reagiert und jahrelang umherzieht. In Portland stößt sie auf Nick; erst dieser erklärt ihr die Zusammenhänge um die Wesen und Grimms sowie deren Feindschaft. Nick schließt nicht aus, dass Trubel und er über Umwegen verwandt sein könnten. Er zeigt ihr auch, dass nicht alle Wesen böse sind; damit wird Trubel zum zweiten Grimm, der die alte Feindschaft überwindet. Sie zieht vorübergehend bei Juliette und Nick ein und hilft während Nicks „Nicht-Grimm-Phase“ bei Fällen, in die Wesen verwickelt sind. Sie verlässt Nick und Juliette am Anfang der vierten Staffel, um mit Joshua, dem „ungesichtigen“ Sohn eines verstorbenen Grimms, mitzugehen und auf ihn aufzupassen. Trubel kehrt am Ende der vierten Staffel zurück, als die „Königsfamilie“ ihren Plan umsetzt, Diana zurückzubekommen. Sie hilft Nick und seinen Verbündeten und „tötet“ schließlich Juliette, als diese Nick umbringen will und schließt sich dem „Hadrianswall“ („HW“) an. Nachdem sich in der letzten Folge alle Grimms, das heißt, Nick, Trubel und die inzwischen verstorbene Kelly Burkhardt und deren ebenfalls verstorbene Schwester Marie Kessler, die für viele Jahre die Mutterrolle für Nick übernommen hatte, zusammenschließen, um einen mächtigen Dämon zu besiegen, erfährt der Zuschauer von den Aufzeichnungen des inzwischen 20-jährigen Kelly Burkhardt, dass Trubel eine Cousine seines Vaters dritten Grades mütterlicherseits ist.
Martin MeisnerMeisner, den alle nur schlicht beim Nachnamen nennen, wurde in Berlin geboren und ist ein Angehöriger des Widerstands gegen die „Königsfamilien“, der „Résistance“. Er arbeitet anfänglich eng mit Sean Renard zusammen, der ihm den einen oder anderen Attentats-Auftrag zukommen lässt. Im Auftrag des Widerstands ermordet er später auch Prinz Eric, der kurz zuvor die erneute Ermordung seines Halbbruders Sean geplant und in Auftrag gegeben hat. Letztendlich ist es Meisner, der Renard endgültig in die „Résistance“ einführt, nachdem sich dieser aktiv der erneuten Weltherrschaft der „Königshäuser“ entgegenstellt. Bei Renards Auslandsaufenthalten übernimmt Meisner vielfach die Funktion eines Bodyguards. Im Auftrag des Widerstands befreit Meisner, mit Hilfe des Butlers Sebastian, die hochschwangere Adalind und ist auf der gemeinsamen Flucht Geburtshelfer: Adalind entbindet inmitten eines Waldes in einer alten Jagdhütte, die einst Meisners Familie gehört hatte. Adalind erkundigt sich nach der Geburt bei ihm, wie er zum Widerstand gekommen sei. Meisners Antwort ist denkbar einfach: Er hasse die „Königshäuser“, weil eines von ihnen seine damalige Freundin ermordet hätte. Als sich Sean Renard der Verbrecherorganisation und Aufstandsbewegung „Schwarzkralle“ anschließt, werden dieser und Meisner erbitterte Feinde. Im Kampf gegen „Schwarzkralle“ werden jedoch Meisner und Nick Burkhardt Freunde, und Letzterer erfährt, dass Meisner Chef einer staatlichen Geheimbehörde geworden ist, des „Hadrianswalls“ („HW“). Der „HW“ hatte seinerzeit Juliette entführt, nachdem diese zum Hexenbiest geworden war. Meisners Ziel: Juliette brechen und sie als Waffe gegen „Schwarzkralle“ einzusetzen. Als Ergebnis dieses Experimentes ging Eve hervor, die keinerlei Gefühle mehr hegt und die nur noch logisch und rational denkt bzw. agiert. Aber auch Trubel hatte er beim „HW“ angelernt, nachdem diese von Angehörigen entführt wurden. Bei der Auslöschung des „HW“ durch die Wesensorganisation „Schwarzkralle“ wird Meisner von Renard erschossen; taucht aber später immer wieder als Geist auf. Er verschwindet endgültig, als sich Renard für die (aus seiner Sicht) richtige Seite, für die Unterstützung Nicks, entscheidet.
SebastianSebastian ist zunächst Prinz Erics Butler und dient diesem auf dessen Familienburg in Wien. Später übernimmt er auch diese Funktion für Prinz Viktor, der Eric nachfolgt. Was die „Königsfamilie“ jedoch nicht weiß: Er ist Mitglied der „Résistance“ und ist Kontakt- und Verbindungsmann zwischen Sean Renard, einem unehelichen Königssohn, und Meisner. Aufgrund seiner Position agiert Sebastian stets vorsichtig innerhalb der Burgmauern. Doch schließlich fliegt er auf, als die hochschwangere Adalind fliehen kann, an deren Flucht er aktiv beteiligt war. Unter Folter gesteht Sebastian und zeigt den „Waranen“ und Prinz Viktor jene Stelle in den Schweizer Bergen, wo er Adalind und Meisner aus dem Auto aussteigen ließ. Schwer verwundet im Wagen zurückgelassen, gelingt es Sebastian erneut, den Flüchtlingen bei der Flucht zu helfen; er stirbt wenig später in einem kurzen Schusswechsel mit den „Waranen“.
Prinz Eric RenardPrinz Eric ist der lokale Vertreter der „Königsfamilien“ in Wien. Er ist Sean Renards Halbbruder und er hasst diesen Hexenbastard. Als Adalind Schade in Wien weilt, um der „Königsfamilie“ zu dienen, lässt er sich auf eine sexuelle Beziehung mit dieser ein. Eric ist skrupellos und grausam, wenn es darum geht, familiäre Interessen durchzusetzen. So vergibt er mehrmals Mordaufträge, um seinen Bruder Sean zu beseitigen. Er fällt jedoch einem Attentat zum Opfer, das von Meisner durchgeführt wurde.
Bud WurstnerBud ist ein Eisbiber, der Nick und Juliette den Kühlschrank repariert. Als er erfährt, dass Nick ein Grimm ist, zieht er sich aus Angst wieder zurück. Einige Zeit später verträgt er sich aber mit Nick, weil er erkennt, dass Nick anders ist als andere Grimms und nicht alle Wesen tötet. Als ein anderer Eisbiber in einen Kriminalfall verwickelt ist, bittet Nick Bud um Hilfe, wodurch sie Freunde werden. In späteren Fällen steht Bud Nick daher häufiger als Unterstützung zur Seite. Außerdem hilft er Nick dabei, Hank, Juliette und Wu über die Wesenwelt aufzuklären. Auch in späteren Fällen steht er ihm immer wieder zur Seite.
Frederic CalvertFrederic ist ein Fuchsteufel und der Bruder von Rosalee Calvert, er führte zunächst die Wesen-Apotheke und handelte zum Teil mit dubiosen und illegalen Substanzen, die von einigen Wesen konsumiert werden. Frederic und Rosalee sind die Kinder eines Apothekers. Bis zu seinem Tod ist Frederic Kontaktmann der Wesen zum „Wesenrat“. Daneben arbeitete er auch für den Widerstand und galt als Anlaufstelle für die Beschaffung neuer Ausweispapiere.

## Produktion und Charakteristika

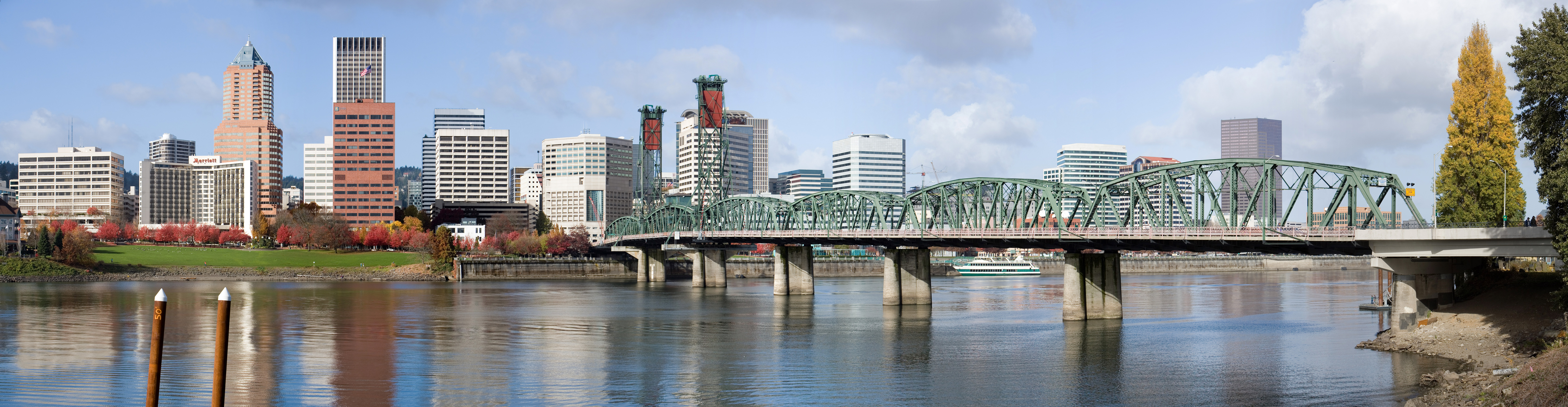
Häufig in der Serie zu sehen: Downtown Portland und die Hawthorne Bridge

Handlungsschauplatz ist die Stadt Portland, Oregon, wo die Serie selbst auch gedreht wurde. Die Außendreharbeiten erfolgten meist in der Stadt selbst oder in der näheren Umgebung. Als Grund dafür, dass die Serie in und um Portland gedreht wurde, wurden die großen Wälder in den beiden Parks, Washington und Forest, genannt. Einige der Episoden wurden an Originalschauplätzen in Wien gedreht, wohin sich die Handlung ab der zweiten Staffel auch teilweise verlagert, so sieht man z. B. den Wiener Prater, das Hotel Sacher und das Café Sperl oft recht deutlich im Bild. Oftmals wurden aber Wiener Szenen in Prag gedreht. So waren häufiger die Prager Burg, tschechische Flaggen und Autokennzeichen sowie Polizeifahrzeuge zu erkennen. Einige Folgen der Staffel 5 spielen im Schwarzwald und wurden dort auch vor Ort gedreht. Ferner gibt es in der ersten Staffel eine Szene, welche die Kramerstraße in Hannover zeigt, aber laut Einblendung in Heidelberg spielen soll.
Viele der Episoden konzentrieren sich auf Geschichten der Brüder Grimm, wenngleich einige Episoden Märchen enthalten, die nicht von den Brüdern zusammengestellt wurden. Die anderen Episoden enthalten Adaptionen der von den Brüdern zusammengestellten Geschichten, wenn auch mit erheblicher künstlerischer Freiheit.

### Produktionsgeschichte
Jim Kouf und David Greenwalt, von denen auch andere bekannte Fernsehserien wie Angel – Jäger der Finsternis und Buffy – Im Bann der Dämonen stammen, legten ihre Idee zu Grimm im Januar 2011 dem Sender NBC vor, der daraufhin grünes Licht für eine Pilotfolge gab. Die zum Medienkonzern gehörende Produktionsfirma Universal Television wurde zusammen mit Hazy Mills Productions mit der Produktion beauftragt. Nachdem die Dreharbeiten zur Pilotfolge im März 2011 in Portland stattfanden, folgte im Mai 2011 die offizielle Serienbestellung von NBC. Die Dreharbeiten zu den restlichen Episoden der ersten Staffel wurden Mitte Juli 2011 in Portland wieder aufgenommen. Als Premiere wurde dann der 21. Oktober 2011 genannt, welche man dann zwei Monate später noch um eine Woche nach hinten auf den 28. Oktober 2011 verschob. Bereits nach vier ausgestrahlten Episoden gab der Sender Grimm eine volle Staffelbestellung von 22 Episoden.
Im März 2012 gab NBC die Produktion einer zweiten Staffel mit weiteren 22 Episoden bekannt. Die Dreharbeiten zur zweiten Staffel begannen Ende Mai erneut in Portland, die von Gouverneur John Kitzhaber feierlich eröffnet wurden. Ende April 2013 wurde die Serie um eine dritte Staffel mit 22 Episoden verlängert. Im März 2014 folgte die Bekanntgabe einer vierten Staffel. Am 5. Februar 2015 verlängerte NBC Grimm um eine fünfte Staffel. Im April 2016 wurde die Serie um eine sechste und letzte Staffel verlängert, die vom 6. Januar bis zum 31. März 2017 ausgestrahlt wurde.

### Casting
Das Casting begann Mitte Februar mit der Verpflichtung von David Giuntoli als Protagonist Nick Burkhardt. Nur wenige Tage später wurde die Rolle des Monroe, einem Blutbader, der Nick hilft, mit Silas Weir Mitchell besetzt. Ebenfalls kurze Zeit später konnte man für die Rolle von Nicks Partner Hank Griffin Russell Hornsby und für die Rolle von Nicks Freundin Juliette Silverton Bitsie Tulloch engagieren. Anfang März wurde die Rolle von Nick und Hanks Vorgesetztem beim Morddezernat mit Sasha Roiz und die Rolle ihres Kollegen Sergeant Wu mit Reggie Lee besetzt. Ebenfalls im März wurde Claire Coffee für die Nebenrolle der Adalind Schade engagiert.
Für die zweite Staffel wurden Bree Turner in der Rolle der Rosalee Calvert und Claire Coffee als Adalind Schade zu Hauptdarstellerinnen befördert.

### Charakteristika
Die Episode der Serie beginnt in der Regel mit einem kurzen Auszug aus einem deutschen oder nordischen Märchen oder einem Zitat aus verschiedenen Literaturstellen die meistens thematisch etwas mit der Handlung der Episode zu tun haben. Im Deutschen wurden diese Zitate in den ersten vier Staffeln von Thomas Fritsch eingesprochen.
In der ersten Staffel verzichtete man auf einen sonst üblichen Vorspann aus Zusammenschnitten einzelner Szenen zugunsten eines kurz eingeblendeten Titelbilds. Ab der zweiten Staffel gibt es jedoch einen Vorspann.
Während bei der ersten Staffel die Rahmenhandlung neben der Handlung der einzelnen Episode in den Hintergrund rückt und die Episoden meist in sich abgeschlossen sind, dreht sich dieses Verhältnis bei der zweiten Staffel und die meisten Episoden enden mit einem Cliffhanger. In der dritten Staffel findet man eine Mischform vor.
In der englischen Originalversion haben die Namen vieler Wesen eine deutsche Wortherkunft und werden deutsch ausgesprochen.
Die Nummer der Episode wird in jeder Folge in die Handlung eingebaut. So wird in Staffel 4 Folge 22 die Zahl 422 zu einer Hausnummer.

## Besetzung und Synchronisation
Die deutsche Synchronisation entsteht nach einem Dialogbuch und unter der Dialogregie von Heinz Freitag durch die Synchronfirma Interopa Film GmbH in Berlin.

### Hauptfiguren
| Rollenname          | Wesen / Mensch         | Schauspieler/in     | Bild                | Hauptrolle | Nebenrolle | Synchronsprecher/in                                   |
| ------------------- | ---------------------- | ------------------- | ------------------- | ---------- | ---------- | ----------------------------------------------------- |
| Nick Burkhardt      | Grimm                  | David Giuntoli      | David Giuntoli      | 1.01–6.13  |            | Dennis Schmidt-Foß                                    |
| Hank Griffin        | aufgeklärtes Ungesicht | Russell Hornsby     | Russell Hornsby     | 1.01–6.13  |            | Tobias Kluckert                                       |
| Juliette Silverton  | aufgeklärtes Ungesicht | Bitsie Tulloch      | Bitsie Tulloch      | 1.01–4.22  |            | Luise Helm (Staffel 1–2) Maria Koschny (ab Staffel 3) |
| Eve                 | Hexenbiest             | Bitsie Tulloch      | Bitsie Tulloch      | 5.06–6.13  |            | Luise Helm (Staffel 1–2) Maria Koschny (ab Staffel 3) |
| Monroe              | Blutbader              | Silas Weir Mitchell | Silas Weir Mitchell | 1.01–6.13  |            | Stefan Krause                                         |
| Captain Sean Renard | Zauberbiest            | Sasha Roiz          | Sasha Roiz          | 1.01–6.13  |            | Uwe Büschken                                          |
| Sergeant Drew Wu    | aufgeklärtes Ungesicht | Reggie Lee          | Reggie Lee          | 1.01–6.13  |            | Michael Deffert                                       |
| Rosalee Calvert     | Fuchsteufel            | Bree Turner         | Bree Turner         | 2.01–6.13  | 1.15–1.22  | Natascha Schaff                                       |
| Adalind Schade      | Hexenbiest             | Claire Coffee       | Claire Coffee       | 2.05–6.13  | 1.01–2.04  | Nicole Hannak                                         |

### Nebenfiguren
| Rollenname                              | Wesen / Mensch | Schauspieler/in             | Nebenrolle | Synchronsprecher/in | Anzahl Folgen |
| --------------------------------------- | -------------- | --------------------------- | ---------- | ------------------- | ------------- |
| Dr. Harper                              | Mensch         | Sharon Sachs                | 1.03–3.07  | Almut Zydra         | 11            |
| Bud Wurstner                            | Eisbiber       | Danny Bruno                 | 1.05–6.02  | Frank Ciazynski     | 25            |
| Sergeant Franco                         | Mensch         | Robert Blanche              | 1.11–6.13  | Peter Flechtner     | 34            |
| Kelly Burkhardt                         | Grimm          | Mary Elizabeth Mastrantonio | 1.23–4.21  | Katharina Koschny   | 7             |
| Sebastien                               | Mensch         | Christian Lagadec           | 2.04–3.16  | Frédéric Vonhof     | 17            |
| Martin Meisner                          | Mensch         | Damien Puckler              | 3.02–6.06  | Julien Haggége      | 32            |
| Viktor Albert Wilhelm George Beckendorf | Mensch         | Alexis Denisof              | 3.07–4.15  | Boris Tessmann      | 17            |
| Theresa „Trubel“ Rubel                  | Grimm          | Jacqueline Toboni           | 3.19–6.13  | Anja Stadlober      | 31            |
| Diana                                   | Hexenbiest     | Hannah R. Loyd              | 4.21–6.13  |                     | 16            |
| Rachel Wood                             | Löwenzahn      | Anne Leighton               | 5.06–5.21  | Ursula Hugo         | 15            |

## Ausstrahlung

### Vereinigte Staaten
Nach der Serienbestellung im Mai 2011 gab NBC eine Premiere für den 21. Oktober 2011 bekannt. Die Serie startete schließlich eine Woche später am 28. Oktober 2011 nach der fünften und auch letzten Staffelpremiere der Action-Comedy-Serie Chuck. Die Pilotfolge wurde von knapp 6,5 Millionen Zuschauer gesehen, woraus ein Zielgruppen-Rating von 2,1 resultierte. Er übertraf damit sein Lead-In Chuck, welches nur ein Rating von 1,0 hat, um 110 Prozent. Sie ist damit der beste Dramaserienstart und auch insgesamt die beste Premiere einer Fernsehserie bei NBC in dieser Season. Wie es bei so ziemlich allen neuen Serien der Fall ist, verlor Grimm in den nächsten Wochen ein paar Zuschauer, sodass sie bei der dritten Episode dann schließlich noch 5,2 Millionen Zuschauer und ein Rating von 1,6 erreichte. Auf diesem Niveau pendelten sich die Quoten dann ein. Im Durchschnitt wurde die erste Staffel von 6,36 Millionen Zuschauern gesehen, wodurch sie auf Rang 81 unter allen ausgestrahlten Serien in dieser Season kommt.
Die Ausstrahlung der zweiten Staffel begann am 13. August 2012 bei NBC. Nach der Episode vom 16. November 2012 ging die Serie in eine fast viermonatige Pause und kehrte am 8. März 2013 mit den restlichen zehn Episoden der Staffel bei NBC zurück. Für die letzten vier Episoden der zweiten Staffel wechselte die Serie beginnend am 30. April 2013 vom Freitag auf den Dienstag und wurde dort im Anschluss an die US-Version von The Voice ausgestrahlt. Das zweite Staffelfinale lief am 21. Mai 2013.
Die Premiere der dritten Staffel fand am 25. Oktober 2013 statt. Das dritte Staffelfinale wurde am 17. Mai 2014 gezeigt. Die vierte Staffel wurde vom 24. Oktober 2014 bis zum 15. Mai 2015 bei NBC ausgestrahlt. Die fünfte Staffel wurde seit dem 30. Oktober 2015 ausgestrahlt.
Am 29. August 2016, kündigte NBC an, dass es noch eine finale 6. Staffel geben würde. Deren Premiere war am 6. Januar 2017.

### Deutschland
Die Ausstrahlungsrechte für Deutschland erwarb im März 2012 die Mediengruppe RTL Deutschland. Die Erstausstrahlung der ersten Staffel erfolgte zwischen dem 18. Februar und dem 15. Juli 2013 beim Sender VOX. Im Durchschnitt verfolgten 1,37 Millionen Zuschauer (11,4 Prozent) der werberelevanten Zielgruppe und 2,21 Millionen Zuschauer (7,2 Prozent) des Gesamtpublikums die erste Staffel, womit sie deutlich über dem Senderschnitt liegt. Die Ausstrahlung der zweiten Staffel begann am 26. August 2013 und endete am 27. Januar 2014 bei VOX. Die Einschaltquoten der zweiten Staffel fielen mit durchschnittlich 8,7 Prozent der werberelevanten Zielgruppe und 1,73 Millionen Zuschauer (5,5 Prozent) des Gesamtpublikums nicht mehr ganz so gut aus, wie die der ersten Staffel, liegen damit aber immer noch über dem Senderschnitt. Die dritte Staffel wurde ab 5. Mai 2014 bei VOX jeweils in Doppelfolgen ausgestrahlt. Nach 10 Folgen pausierte die Serie, bis sie im Oktober desselben Jahres fortgesetzt wurde. Im Januar 2015 wurde das Staffelfinale ausgestrahlt. Vom 20. Juli 2015 bis 7. September wurde die 4. Staffel montags auf VOX ausgestrahlt. Seit Juni 2017 ist die 5. Staffel bei der Online-Videothek Amazon Video in deutscher Sprache verfügbar. Seit Juni 2018 ist die finale sechste Staffel bei Amazon zu sehen.

### International
Grimm wird bereits in über 50 verschiedenen Ländern in Nord- und Südamerika, Europa, Ost- und Südostasien sowie im Nahen Osten und in Ozeanien verbreitet. Neben den Vereinigten Staaten wird die Serie seit dem Jahr 2011 auch in Kanada, Lateinamerika und Schweden ausgestrahlt. Im Jahr 2012 fand die Erstausstrahlung der Serie in den ozeanischen Staaten Australien und Neuseeland, im Vereinigten Königreich, sowie in der Republik Zypern, Dänemark, Griechenland, Spanien, Frankreich, Norwegen, Ungarn, Rumänien, Bulgarien, Iran, Russland und in einige asiatischen Ländern wie Hongkong, Singapur und Indonesien statt. Grimm wird bei vielen verschiedenen Sendern der jeweiligen Länder ausgestrahlt, so wird sie zum Beispiel in Lateinamerika beim Universal Channel und im Vereinigten Königreich und Irland bei Watch gezeigt. Ansonsten ist die Ausstrahlung größtenteils auf den länderspezifischen frei empfangbaren Privatsendern zu sehen.

## DVD- und Blu-ray-Veröffentlichung
| Staffel | Vereinigte Staaten | Großbritannien   | Australien         | Deutschland       |
| ------- | ------------------ | ---------------- | ------------------ | ----------------- |
| 1       | 7. August 2012     | 22. Oktober 2012 | 2. Mai 2013        | 22. August 2013   |
| 2       | 17. September 2013 | 28. Oktober 2013 | 13. Februar 2014   | 10. April 2014    |
| 3       | 16. September 2014 | 20. Oktober 2014 | 16. September 2014 | 27. November 2014 |
| 4       | 29. September 2015 | 19. Oktober 2015 |                    | 14. Januar 2016   |
| 5       | 27. September 2016 | 17. Oktober 2016 |                    | 24. August 2017   |
| 6       | 6. Januar 2017     | 7. Januar 2017   | 25. Juni 2017      | 15. Februar 2018  |

## In anderen Medien
Einige der Hauptfiguren wurden in den Romanen von John Shirley (2013), John Passarella (2014) und Tim Waggoner (2014) erzählerisch erneut aufgegriffen und als eigenständige thematische Fortsetzung des ursprünglichen filmischen Sujets in Szene gesetzt und entwickelt („Tie-in“). Es finden sich unabhängig etwa bei John Shirley vom Drehbuch zum Film familiengeschichtliche Begebenheit in der Vergangenheit, des frühen 19. Jahrhunderts um Napoleón Bonaparte, wo ein Johann Kessler als Grimm und die „drei Münzen von Zakynthos“ in Erscheinung treten.